# Trolejbusna postaja
Trolejbusna postaja ili trolejbusno stajalište element je prometne infrastrukture javnog prijevoza. Koristi se za zaustavljanje trolejbusa kako bi se putnicima omogućio ulazak/izlazak iz vozila.Trolejbusne postaje vrlo su slične autobusnim i tramvajskim stajalištima. U nekim gradovima trolejbusi nemaju svoje zasebne postaje, već koriste ista stajališta kao autobusi i/ili tramvaji.

## Vanjske poveznice
- Dizajn trolejbusnih stajališta
- Design of trolleybus stations